# 개령 문씨
개녕 문씨(開寧文氏)는 경상북도 김천시 개령면을 본관으로 하는 한국의 성씨이다.

## 역사
개녕 문씨(開寧 文氏) 시조 문세욱(文世郁)은 고려조에 재랑(齋郞)을 지냈다고 한다. 
한편 조선씨족통보(朝鮮氏族統譜)에 의하면 개령 문씨(開寧文氏)는 병사(兵使) 문귀지(文貴之)의 후예이며 진사(進士) 문사빈(文士彬)을 일파로 전한다고 한다. 
개령 문씨는 조선시대 문과 급제자 4명을 배출하였다.

## 인물
- 문덕교(文德敎, 1551년 ~ 1611년) : 함경도 함흥 출신. 증조부는 문치녕(文致寧), 할아버지는 문한(文翰)이며, 아버지는 군자감봉사(軍資監奉事) 문오(文鰲)이고, 어머니는 전주 주씨(全州朱氏)로 주몽선(朱夢宣)의 딸이다. 1585년(선조 18) 식년 문과에 을과로 급제하여 성균관전적·형조좌랑을 거쳐 흥덕현감(興德縣監)을 역임하였다. 임진왜란이 일어나기 전에 관직에서 물러나 함흥에서 인근의 자제에게 학문을 가르쳤다. 죽은 뒤 도승지에 추증되고, 함흥의 문회서원(文會書院) 별사(別祠)에 제향되었다. 저서로는 『동호유고(東湖遺稿)』가 있다.